# Claus Michael Møller
Claus Michael Møller (Hjørring, 3 de octubre de 1968) es un exciclista danés.

## Palmarés
1991
- Campeonato de Dinamarca Contrarreloj

1992
- Gran Premio Herning
- 2.º en el Campeonato de Dinamarca en Ruta

1993
- Campeonato de Dinamarca Contrarreloj

1995
- Memorial Valenciaga
- Gran Premio Nuestra Señora de Oro
- Subida a Gorla

1999
- Trofeo Alcudia

2000
- Vuelta al Alentejo, más 1 etapa
- 1 etapa del Trofeo Joaquim Agostinho

2001
- Subida al Naranco
- Gran Premio RLVT, más 1 etapa
- 1 etapa de la Vuelta a España

2002
- Vuelta a Portugal, más 2 etapas

2003
- Vuelta al Algarve, más 1 etapa
- 1 etapa de la Vuelta a Portugal
- 1 etapa del G. P. Mosqueteiros-Rota do Marquês

2005
- 1 etapa de la Vuelta a Portugal

## Resultados en las grandes vueltas
| Carrera         | 1995 | 1996 | 1997 | 1998 | 1999 | 2000 | 2001 | 2002 | 2003 | 2004 | 2005 | 2006 | 2007 |
| --------------- | ---- | ---- | ---- | ---- | ---- | ---- | ---- | ---- | ---- | ---- | ---- | ---- | ---- |
| Giro de Italia  | -    | -    | -    | 17.º | -    | -    | -    | -    | -    | -    | -    | -    | -    |
| Tour de Francia | -    | -    | -    | -    | -    | -    | -    | -    | -    | 70.º | -    | -    | -    |
| Vuelta a España | -    | -    | -    | 25.º | -    | -    | 8.º  | 12.º | 33.º | 80.º | -    | -    | -    |